# Mani Ratnam
Gopala Ratnam Subramaniam (nacido el 2 de junio de 1956 en Madurai), reconocido por su nombre artístico Mani Ratnam, es un director y productor de cine y guionista indio que se desempeña predominantemente en el cine en idioma tamil. Citado por los medios como uno de los cineastas más influyentes de la India, a Mani Ratnam se le atribuye ampliamente la revolución de la industria del cine tamil y la alteración del perfil del cine indio. Aunque trabaja en el medio local, sus películas se destacan por su realismo, finura técnica y calidad. El gobierno de la India lo honró con el galardón Padma Shri en 2002 en reconocimiento a sus amplias contribuciones al cine de ese país.

## Carrera
Mani Ratnam nació el 2 de junio de 1956 en el seno de una familia relacionada con la producción de cine. Su padre, S. Gopala Ratnam, fue un distribuidor cinematográfico que trabajó para Venus Pictures, y su tío "Venus" Krishnamurthy era un productor de cine. Su hermano mayor G. Venkateswaran se convirtió en el productor en algunas de las películas de Ratnam. Su hermano menor, G. Srinivasan, al igual que Venkateswaran, también ha oficiado como productor en películas dirigidas por Mani. Mani Ratnam creció en Madrás (actualmente Chennai). A pesar de haber nacido en una familia cinematográfica, Mani Ratnam no desarrolló ningún interés hacia las películas cuando era joven. Al finalizar su postgrado en administración, comenzó su carrera como consultor. Ingresó a la industria del cine a través de la película kannada de 1983 Pallavi Anu Pallavi. El fracaso de sus películas posteriores significó una escasa oferta para su trabajo. Sin embargo, su quinta presentación como director, Mouna Ragam (1986), lo estableció como un cineasta líder en el cine tamil. Afianzó su estatus al dirigir la película Nayagan (1987), considerada como una cinta de culto. Thalapathi de 1991 fue otro punto alto de su carrera. Ratnam es bien conocido por su «trilogía política», que consta de las películas Roja (1992), Bombay (1995) y Dil Se (1998). El éxito comercial y crítico de Roja lo estableció como un cineasta líder en el cine indio.
Mani Ratnam está casado con la actriz tamil Suhasini y tiene un hijo con ella. Ha ganado varios premios de cine, incluidos seis premios National Film, siete premios Filmfare y tres premios Bollywood Filmfare.

### Influencias y estilo
Mani Ratnam creció viendo las películas de K. Balachander, Guru Dutt y Sivaji Ganesan. Está muy influenciado por los estilos cinematográficos de Akira Kurosawa, Martin Scorsese, Krzysztof Kieślowski, Ingmar Bergman y J. Mahendran.
Mani Ratnam creó los guiones para la mayoría de sus películas. Alabado por su casting en cada una de sus películas, afirmó en una entrevista lo siguiente: "no soy un director que dice cómo actuar. Discuto el papel y la escena con mis actores y los dejo darle vida al personaje». Desde el comienzo de su carrera, sus trabajos se destacaron por su experiencia técnica en áreas como la fotografía, la dirección de arte y la edición. A medida que progresaba su carrera, trabajó con su amigo de la infancia P. C. Sreeram y continuó colaborando con él hasta Geethanjali. En 1991, para su película Thalapathi, eligió Santosh Sivan y Suresh Urs, ambos recién llegados a la industria del cine tamil, para realizar la fotografía y la edición respectivamente. Ambos llegarían a convertirse en parte de su equipo habitual. Mientras trabajaba en Raavan, Santosh Sivan señaló que «cualquier camarógrafo puede perfeccionar sus habilidades simplemente trabajando con Mani» y describió las películas de Mani Ratnam como «difíciles de filmar». Desde su proyecto debut hasta Thalapathi, Ilaiyaraaja fue su compositor musical habitual. El dúo se dividió debido a algunas diferencias creativas después de la película. Para su próxima película, Roja (1992), colaboró con el debutante A. R. Rahman, quien ha sido su compositor habitual hasta la fecha. También ha trabajado con Rajiv Menon y Ravi K. Chandran, mientras alternaba con colaboraciones entre Sreeram y Santosh Sivan.

## Premios y distinciones
Festival Internacional de Cine de Venecia
| Año  | Categoría                      | Película | Resultado |
| ---- | ------------------------------ | -------- | --------- |
| 2010 | Premio Jaeger-Le Coultre Glory | -        | Ganador   |